# Zamboanguita
Zamboanguita (Bayan ng Zamboanguita) är en kommun i Filippinerna. Kommunen ligger på ön Negros, och tillhör provinsen Negros Oriental. Folkmängden uppgår till 23 338 invånare.
Zamboanguita delas in i 10 barangayer.